# Dni niemieckie

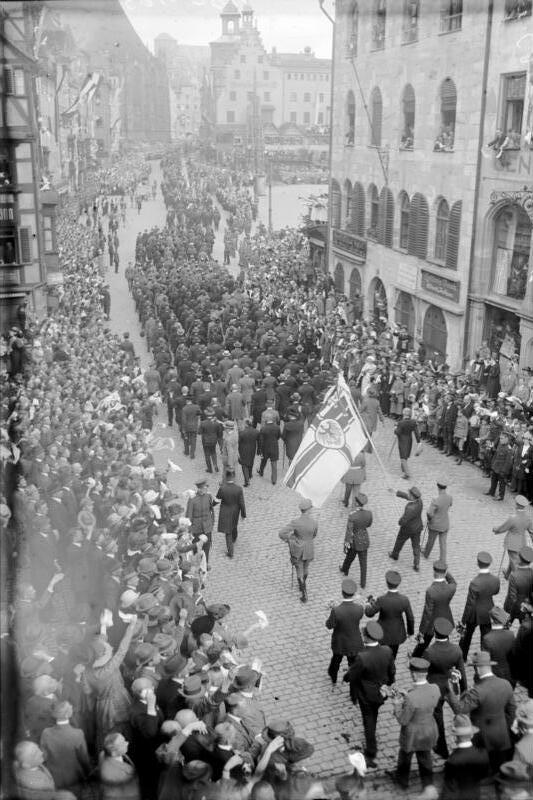
Dni niemieckie w Norymberdze w 1923

Dni niemieckie (niem. Deutschen Tage) – obchody organizowane w Republice Weimarskiej. 
Organizacje odwetowe Niemców wzywały podczas ich organizowania m.in. do rewanżu po I wojnie światowej, odebrania Polsce utraconych przez Cesarstwo Niemieckie ziem: części Śląska, Pomorza i Wielkopolski.